# David Rochela
David Rochela Calvo (sinh ngày 19 tháng 2 năm 1990 ở As Pontes de García Rodríguez, Galicia) là một cầu thủ bóng đá Tây Ban Nha bóng đá chơi ở vị trí trung vệ.

## Thống kê câu lạc bộ
Tính đến 21 tháng 10 năm 2014
| Câu lạc bộ          | Mùa giải            | Giải vô địch                     | Giải vô địch | Giải vô địch | Cúp     | Cúp       | Châu lục | Châu lục  | Tổng    | Tổng      |
| Câu lạc bộ          | Mùa giải            | Hạng đấu                         | Số trận      | Bàn thắng    | Số trận | Bàn thắng | Số trận  | Bàn thắng | Số trận | Bàn thắng |
| ------------------- | ------------------- | -------------------------------- | ------------ | ------------ | ------- | --------- | -------- | --------- | ------- | --------- |
| Deportivo           | 2009–10             | La Liga                          | 4            | 0            | 1       | 0         | —        | —         | 5       | 0         |
| Deportivo           | 2010–11             | La Liga                          | 2            | 0            | 4       | 0         | —        | —         | 6       | 0         |
| Deportivo           | Tổng                | Tổng                             | 6            | 0            | 5       | 0         | —        | —         | 11      | 0         |
| Deportivo B         | 2010–11             | Segunda División B               | 25           | 0            | 0       | 0         | —        | —         | 25      | 0         |
| Deportivo B         | Tổng                | Tổng                             | 25           | 0            | 0       | 0         | —        | —         | 25      | 0         |
| Deportivo           | 2011–12             | Segunda División                 | 3            | 0            | 4       | 0         | —        | —         | 7       | 0         |
| Deportivo           | Tổng                | Tổng                             | 3            | 0            | 4       | 0         | —        | —         | 7       | 0         |
| Racing Santander    | 2012–13             | Segunda División                 | 12           | 0            | 2       | 0         | —        | —         | 14      | 0         |
| Racing Santander    | Tổng                | Tổng                             | 12           | 0            | 2       | 0         | —        | —         | 14      | 0         |
| Hapoel Tel Aviv     | 2012–13             | Giải bóng đá ngoại hạng Israel   | 13           | 0            | 0       | 0         | —        | —         | 13      | 0         |
| Hapoel Tel Aviv     | Tổng                | Tổng                             | 13           | 0            | 0       | 0         | —        | —         | 13      | 0         |
| Buriram United      | 2014                | Giải bóng đá Ngoại hạng Thái Lan | 36           | 4            | 10      | 2         | 6        | 0         | 52      | 6         |
| Buriram United      | Tổng                | Tổng                             | 36           | 4            | 10      | 2         | 6        | 0         | 52      | 6         |
| Tổng cộng sự nghiệp | Tổng cộng sự nghiệp | Tổng cộng sự nghiệp              | 95           | 4            | 21      | 2         | 6        | 0         | 122     | 6         |

## Danh hiệu

### Câu lạc bộ
Deportivo
- Segunda División: 2011–12

Buriram United
- Giải bóng đá Ngoại hạng Thái Lan: 2014
- Cúp Hoàng gia Kor: 2014

### Quốc gia
U-17 Tây Ban Nha
- UEFA European Under-17 Championship: 2007
- Giải vô địch bóng đá U-17 thế giới: Á quân 2007